# Англійські мови
Англійські мови або Острівні германські мови — група західногерманських мов, яка включає в себе староанглійську мову та мови, які від неї походять.

## Мови
До англійських мов відносять:
- староанглійську мову
- середньоанглійську мову
- ранню сучасну англійську мову
- сучасну англійську мову

- ранньошотландську рівнинну мову
- середньошотландську рівнинну мову
- сучасну шотландську рівнинну мову

- мову йола †
- фінгальську мову †

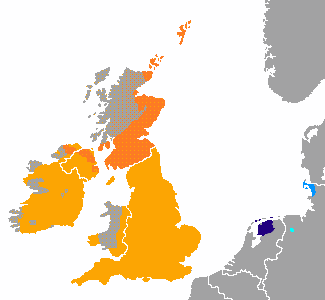
Англійські мови (позначені помаранчевими кольорами) на мапі англо-фризьких мов

Зазвичай до англійських мов не включають креольські мови на англійській основі, оскільки лише їх лексика, а не граматична структура заснована на базі англійської мови.

## Генеалогічне дерево англійських мов
| Протостароанглійська мова              |                                        |                                                                 |                                                             |                                                            |                                                                        |
| Нортумбрійська мова                    | Нортумбрійська мова                    | Мерсійська мова та Кентська мова                                | Мерсійська мова та Кентська мова                            | Західносаксонський діалект                                 | Західносаксонський діалект                                             |
| Рання північна середньоанглійська мова | Рання північна середньоанглійська мова | Рання центральна та південно-східна середньоанглійська мова     | Рання центральна та південно-східна середньоанглійська мова | Рання південна та південно-західна середньоанглійська мова | Рання південна та південно-західна середньоанглійська мова             |
| Ранньошотландська рівнинна мова        | Північна середньоанглійська мова       | Центральна середньоанглійська мова                              | Південно-східна середньоанглійська мова                     | Південна середньоанглійська мова                           | Південно-західна середньоанглійська мова                               |
| Середньошотландська рівнинна мова      | Північна рання сучасна англійська мова | Центральна рання сучасна англійська мова                        | Столична рання сучасна англійська мова                      | Південна рання сучасна англійська мова                     | Південно-західна рання сучасна англійська мова, Йола, Фінгальська мова |
| Шотландська рівнинна мова              | Північна сучасна англійська мова       | Центрально-східна та Центрально-західна сучасна англійська мова | Літературна сучасна англійська мова                         | Південна сучасна англійська мова                           | Західна сучасна англійська мова                                        |